# Patinatge de velocitat als Jocs Olímpics d'hivern de 1984

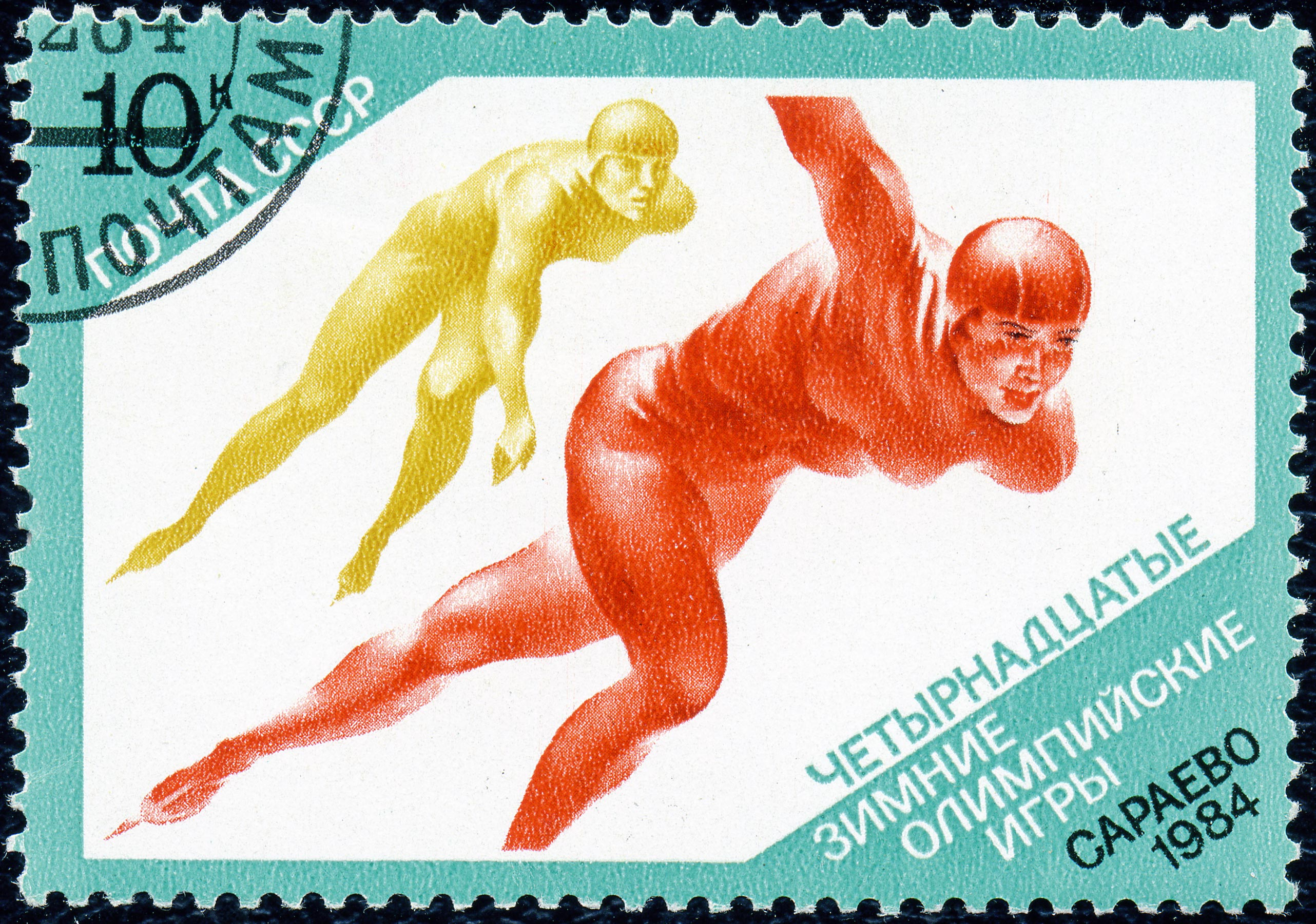
Segell postal emès per la Unió Soviètica l'any 1984.

Als Jocs Olímpics d'Hivern de 1984 celebrats a la ciutat de Sarajevo (Iugoslàvia) es disputaren nou proves de patinatge de velocitat sobre gel, cinc en categoria masculina i quatre més en categoria femenina. Les proves es realitzaren entre els dies 8 i 19 de febrer de 1984 a les instal·lacions de l'Olympic Hall Zetra.

## Comitès participants
Hi participaren un total de 139 patinadors, entre ells 87 homes i 52 dones, de 24 comitès nacionals diferents.
| - Austràlia (2) - Àustria (4) - Canadà (7) - Corea del Nord (6) - Corea del Sud (6) - Estats Units (13) - Finlàndia (3) - França (2) |  | - Hongria (1) - Itàlia (3) - Iugoslàvia (4) - Illes Verges Americanes (1) - Japó (9) - Noruega (8) - Països Baixos (11) - Polònia (3) |  | - RDA (10) - RFA (7) - Regne Unit (1) - Romania (2) - Suècia (6) - Suïssa (1) - Unió Soviètica (17) - R.P. de la Xina (12) |

## Resum de medalles

### Categoria masculina
| Prova             | Or              | Argent             | Bronze             |
| 500 m. detalls    | Sergei Fokichev | Yoshihiro Kitazawa | Gaétan Boucher     |
| 1.000 m. detalls  | Gaétan Boucher  | Sergey Khlebnikov  | Kai Arne Engelstad |
| 1.500 m. detalls  | Gaétan Boucher  | Sergey Khlebnikov  | Oleg Bozhev        |
| 5.000 m. detalls  | Tomas Gustafson | Igor Malkov        | René Schöfisch     |
| 10.000 m. detalls | Igor Malkov     | Tomas Gustafson    | René Schöfisch     |

### Categoria femenina
| Prova            | Or                   | Argent        | Bronze             |
| 500 m. detalls   | Christa Rothenburger | Karin Enke    | Natalya Glebova    |
| 1.000 m. detalls | Karin Enke           | Andrea Schöne | Natalya Petrusyova |
| 1.500 m. detalls | Karin Enke           | Andrea Schöne | Natalya Petrusyova |
| 3.000 m. detalls | Andrea Schöne        | Karin Enke    | Gabi Schönbrunn    |

## Medaller
| Posició | País           | Or | Argent | Bronze | Total |
| 1       | RDA            | 4  | 4      | 3      | 11    |
| 2       | Unió Soviètica | 2  | 3      | 4      | 9     |
| 3       | Canadà         | 2  | 0      | 1      | 3     |
| 4       | Suècia         | 1  | 1      | 0      | 2     |
| 5       | Japó           | 0  | 1      | 0      | 1     |
| 6       | Noruega        | 0  | 0      | 1      | 1     |
|         |                |    |        |        |       |
| Total   | Total          | 9  | 9      | 9      | 27    |